# Kévin N'Doram
Kévin N'Doram   (Saint-Sébastien-sur-Loire, 22 de gener de 1996) és un futbolista franco-txadià de la dècada de 2010. És fill del futbolista txadià Japhet N'Doram.
Pel que fa a clubs, destacà a AS Monaco.